# Geografia do trabalho
A geografia do trabalho é um ramo de geografia, subdivisão da Geografia humana que se dedica ao estudo da interação entre o trabalho e o território, nomeadamente no que diz respeito as mudanças causadas por qualquer atividade física ou intelectual, realizada por ser humano, cujo objetivo é fazer, transformar ou obter algo da natureza com objetivos produtivos e/ou economicos.